# Piperyna
Piperyna – organiczny związek chemiczny, alkaloid występujący we wierzchniej warstwie owoców czarnego pieprzu (Piperis nigri), pochodna piperydyny. Jest bezbarwną lub kremowożółtą, krystaliczną substancją rozpuszczalną w benzynie, chloroformie, etanolu, eterze dietylowym oraz w pirydynie. Ma ostro-gorzki smak.

## Wpływ na zdrowie człowieka
W roku 2012 opublikowano wyniki badań wskazujące, że piperyna może blokować tworzenie się nowych komórek tłuszczowych i obniżać poziom tłuszczu w krwiobiegu. Jest to wynikiem zakłócania aktywności genów kontrolujących powstawanie nowych komórek tłuszczowych. Pod wpływem piperyny wzmaga się też wydzielanie soków trawiennych (żołądkowego, trzustkowego, jelitowego) oraz poprawia się trawienie pokarmu. Piperyna ma także wpływ na wchłanianie składników odżywczych: witaminy C, selenu, beta-karotenu, witaminy A, witaminy B6 i koenzymu Q.
Innym działaniem piperyny jest stymulacja proliferacji melanocytów w strukturach komórkowych. Przy zastosowaniu piperyny i fototerapii promieniowaniem ultrafioletowym, skóra staje się znacznie ciemniejsza, co jest badane w kontekście leczenia bielactwa nabytego.
Kolejnym korzystnym zdrowotnie działaniem piperyny może być hamowanie działania substancji chemicznych odpowiedzialnych za mutacje w materiale genetycznym komórek. Badania in vitro na komórkach myszy i szczurów wskazują, że podawanie piperyny może hamować wzrost guzów nowotworowych.
Piperyna wykazuje także działanie antydepresyjne poprzez wzrost neurotransmisji serotoniny i dopaminy – substancji deficytowych u osób cierpiących na depresję.

## Historia
Piperyna została odkryta w 1819 roku przez Hansa Christiana Ørsteda, który wyodrębnił ją z owoców Piper nigrum.
W medycynie chińskiej i indyjskiej była stosowana w leczeniu dolegliwości trawiennych (zaparcia, biegunka, niestrawność), ale także w przypadku bólu stawów, chorób serca, anginy i gangreny.

## Dostępność piperyny
W obrocie handlowym znajduje się obecnie wiele preparatów zawierających wyciąg z owoców pieprzu z zawartością piperyny 50–90% (rzadziej 95%) oraz czysta piperyna.